# Compsaditha parva
Espèce
Compsaditha parva est une espèce de pseudoscorpions de la famille des Tridenchthoniidae.

## Distribution
Cette espèce est endémique du Viêt Nam.

## Description
Le mâle holotype mesure 1 mm.

## Publication originale
- Beier, 1951 : Die Pseudoscorpione Indochinas. Mémoires du Muséum National d'Histoire Naturelle, Paris, nouvelle série, vol. 1, p. 47-123 (texte intégral).